# Tripoint Belize-Guatemala-Mexique

Le tripoint Belize-Guatemala-Mexique se situe à l'intersection des frontières entre ces trois pays.

## Généralités
Le tripoint se situe dans une zone de forêt, dans le nord-ouest du Belize (district d'Orange Walk), le nord-est du Guatemala (département du Petén) et le sud-est du Mexique (État de Campeche). À cet endroit, la frontière entre le Belize et le Mexique suit un arc de méridien en direction du nord, la frontière entre le Belize et le Guatemala fait de même, mais en direction du sud, dans la continuité de la première ; la frontière entre le Guatemala et le Mexique suit quant à elle un arc de parallèle vers l'ouest et est donc perpendiculaire aux deux autres.
Le site archéologique de La Milpa (en) se situe à une dizaine de kilomètres à l'est du tripoint, au Belize.
Il s'agit du seul tripoint international terrestre du Belize et du Mexique (le Guatemala en possède un deuxième avec le Honduras et le Salvador).

## Historique
Le tripoint apparait au XIXe siècle, avec les indépendances du Guatémala et du Mexique, et la création de la colonie du Honduras britannique (actuel Belize). Le tracé de la frontière entre le Guatemala et le Honduras britannique remonte à 1859 (traité Wyke-Aycinena (es)), celui de la frontière entre le Guatemala et le Mexique est établi en 1892. La frontière entre le Honduras britannique et le Mexique est définie  en 1893, instituant la position actuelle du tripoint. Aucune frontière n'est modifiée lors de l'indépendance du Honduras britannique et la création du Belize.
Le Guatemala conteste la majeure partie du tracé méridional de sa frontière avec le Belize, mais pas sa partie nord : cette contestation ne concerne donc pas le tripoint.